# Zweinsteinexpres

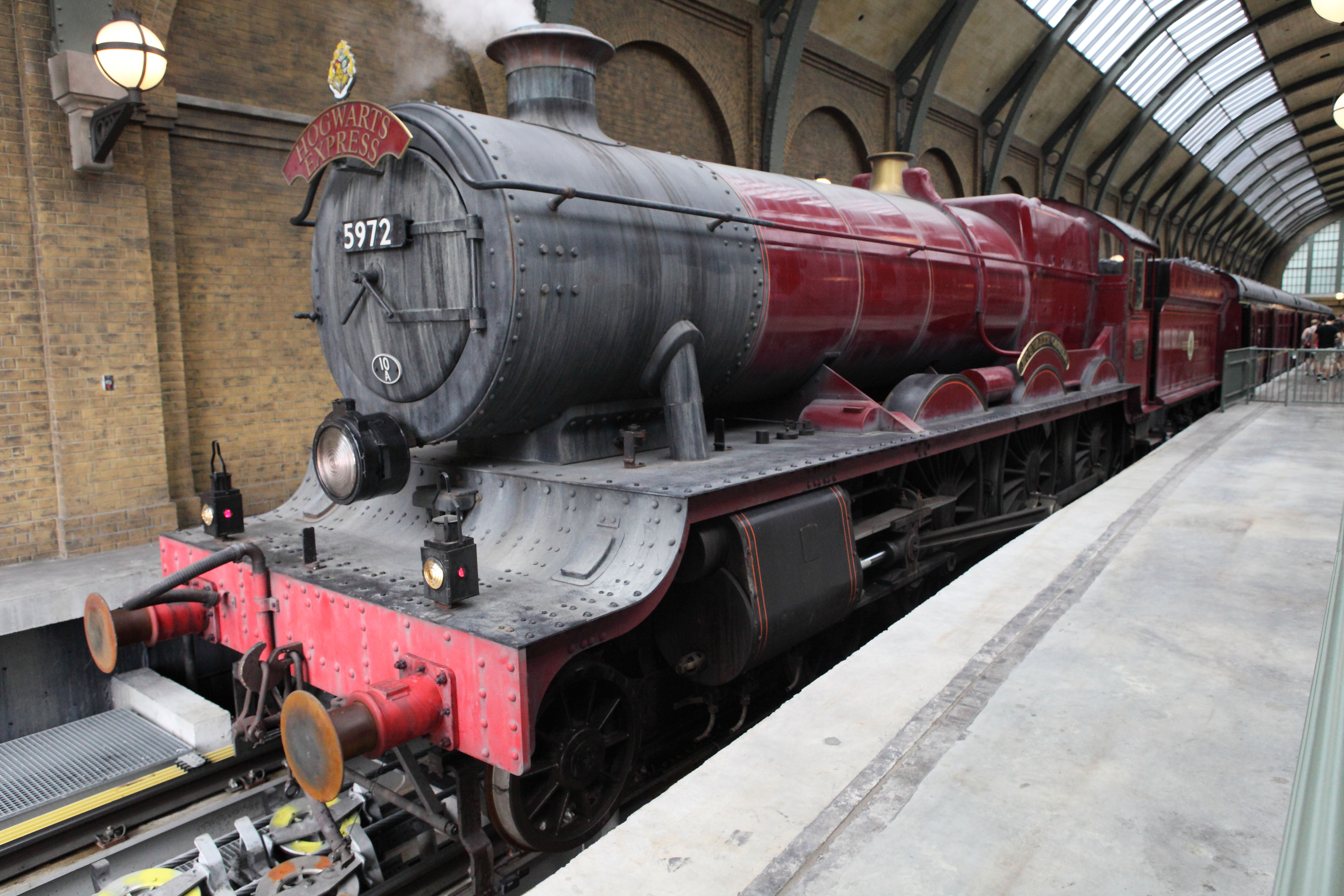

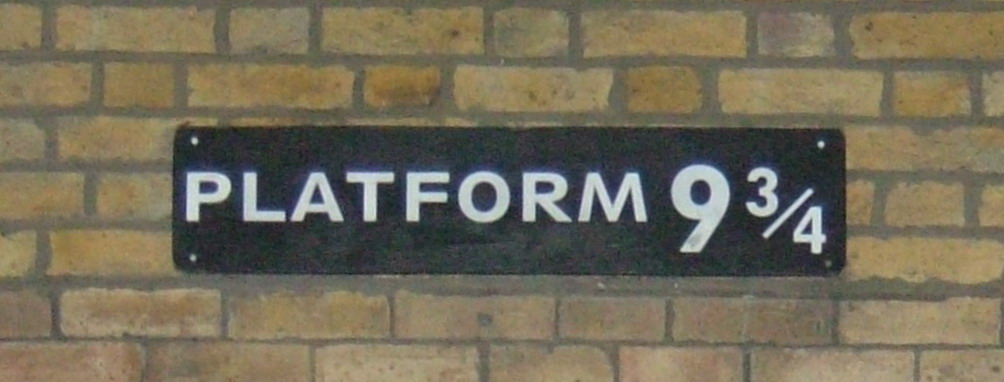
Perron 9 ¾

De Zweinsteinexpres is de schooltrein uit de Harry Potter-boekenreeks, geschreven door de Britse schrijfster J.K. Rowling. De trein brengt de leerlingen naar Zweinsteins Hogeschool voor Hekserij en Hocus-Pocus.
De trein heeft een bloedrode kleur en is enkel te bereiken door op het Londense King's Cross Station dwars door het hek tussen spoor 9 en 10 te lopen. Dit is de toegang tot het perron bij spoor 9¾. Dit perron is alleen toegankelijk voor heksen en tovenaars, Dreuzels (niet-magische mensen) kunnen het perron niet zien en weten niet van het bestaan ervan. Zij zien op de plek van het perron wel een bordje met de tekst "Platform 9 3/4", zoals te zien is op de foto.

## In de trein
In de trein kleden de studenten zich om, zodat ze niet met Dreuzelkleren op Zweinstein aankomen. In de trein mag je toveren, en daar maken Harry Potter en zijn medescholieren soms nuttig gebruik van. Harry speelt er vaak Knalpoker met de tweeling Fred en George Wemel, de tweelingbroers van Harry's beste vriend, Ron Wemel. De coupés zijn voor iedereen toegankelijk, maar de klassenoudsten hebben een speciale coupé voor in de trein tot hun beschikking. Ook is er een heks die eten en drinken rondbrengt.

## Harry Potter in het tweede jaar
In zijn tweede schooljaar kan Harry niet mee met de trein. Dobby, de huiself, verhindert hem de toegang tot het perron.
In plaats daarvan gaat hij met de vliegende Ford Anglia van de vader van zijn vriend Ron naar school. Onderweg worden ze gezien door Dreuzels, maar dat weten ze niet. Eenmaal op school aangekomen wil professor Sneep hen het liefst direct van school sturen, maar professor Anderling, die hun afdelingshoofd is, verhindert dit. In plaats daarvan krijgen ze strafwerk.

## Harry Potter in het derde jaar
Leraren reizen niet met de Zweinsteinexpres; een uitzondering op deze regel vormde Professor Lupos in Harry's derde schooljaar. Dit kwam echter goed van pas, omdat Dementors, de gevangenbewakers van de tovenaarsgevangenis Azkaban, de trein moesten doorzoeken tijdens hun jacht op de ontsnapte gevangene Sirius Zwarts. De Dementors bleken speciale aandacht voor Harry te hebben, die daardoor onwel werd. Professor Lupos wist de Dementors echter weg te jagen en Harry weer op te lappen.

## Trivia
Het gebogen viaduct dat de trein in de films passeert bestaat echt. Het is het Glenfinnanviaduct, onderdeel van de West Highland Line in Schotland. De scènes waarin het viaduct met de trein wordt gepasseerd, zijn ook daadwerkelijk op dit viaduct opgenomen. Naast de reguliere dieseltreindienst rijdt in de zomer de Jacobite Steam Train over het viaduct.